# Kesselsdorfer Straße
Die Kesselsdorfer Straße, von den Dresdnern auch Kellei genannt, ist eine wichtige Ausfallstraße Dresdens nach Westen, Zubringer der A 17 sowie Zentrum des Stadtteils Löbtau. Nach der Zerstörung des Dresdner Stadtzentrums im Februar 1945 war sie Handels- und Geschäftszentrum für das westliche Stadtgebiet.

## Name, Entwicklung des Straßenverlaufes und Länge
Die Kesselsdorfer Straße wurde bereits gegen Ende des 12. Jahrhunderts als Teil einer alten Verbindungsstraße zwischen dem Kloster Altzella (Nossen) und dem Klosterhof in Leubnitz erwähnt und verband das bedeutende Bergbauzentrum um Freiberg mit der Stadt Dresden. Sie wurde daher ursprünglich als Freybergische Straße bezeichnet und gehörte zu den wichtigsten Fernverbindungen im Raum Dresden. Kurfürst August der Starke ließ sie zu Beginn des 18. Jahrhunderts zur Poststraße ausbauen. In diesem Zusammenhang entstand 1704 eine steinerne Brücke über die Weißeritz. Auf französischen Auftrag wurde die Straße in den Jahren 1810 bis 1812 zur Chaussee ausgebaut und erhielt dabei ihren heutigen Verlauf. Im Jahr 1871 wurde sie in Wilsdruffer Straße umbenannt, 1904 erhielt sie dann ihren heutigen Namen Kesselsdorfer Straße, der nach den Eingemeindungen von Gorbitz im Jahr 1921 und Gompitz im Jahr 1999 auch auf die dortigen Straßenabschnitte übertragen wurde. Im Zuge der Einrichtung einer leistungsfähigen Westumfahrung Dresdens wurde der Zubringer zwischen der Autobahn und Altfranken 2007/2008 als „Coventrystraße“ vierspurig neu trassiert. Zwischen Gompitz und der westlichen Stadtgrenze hat die Coventrystraße die Kesselsdorfer Straße vollständig ersetzt. Der Abschnitt Altfranken–Gompitz der Kesselsdorfer Straße wurde beibehalten und verläuft parallel zur vierspurigen Coventrystraße. Die Kesselsdorfer Straße endet seitdem an der Gompitzer Höhe im „Gompitz-Park“.
Ihr Ost-West-Straßenzug verbindet die Dresdner Stadtteile Gompitz, Altfranken, Gorbitz, Wölfnitz, Naußlitz und Löbtau. Über die sich an ihrem östlichen Ende anschließende Freiberger Straße (zum Postplatz) und die Wilsdruffer Straße ist sie schließlich (zum Pirnaischen Platz) mit dem Stadtzentrum verbunden.

## Verkehr

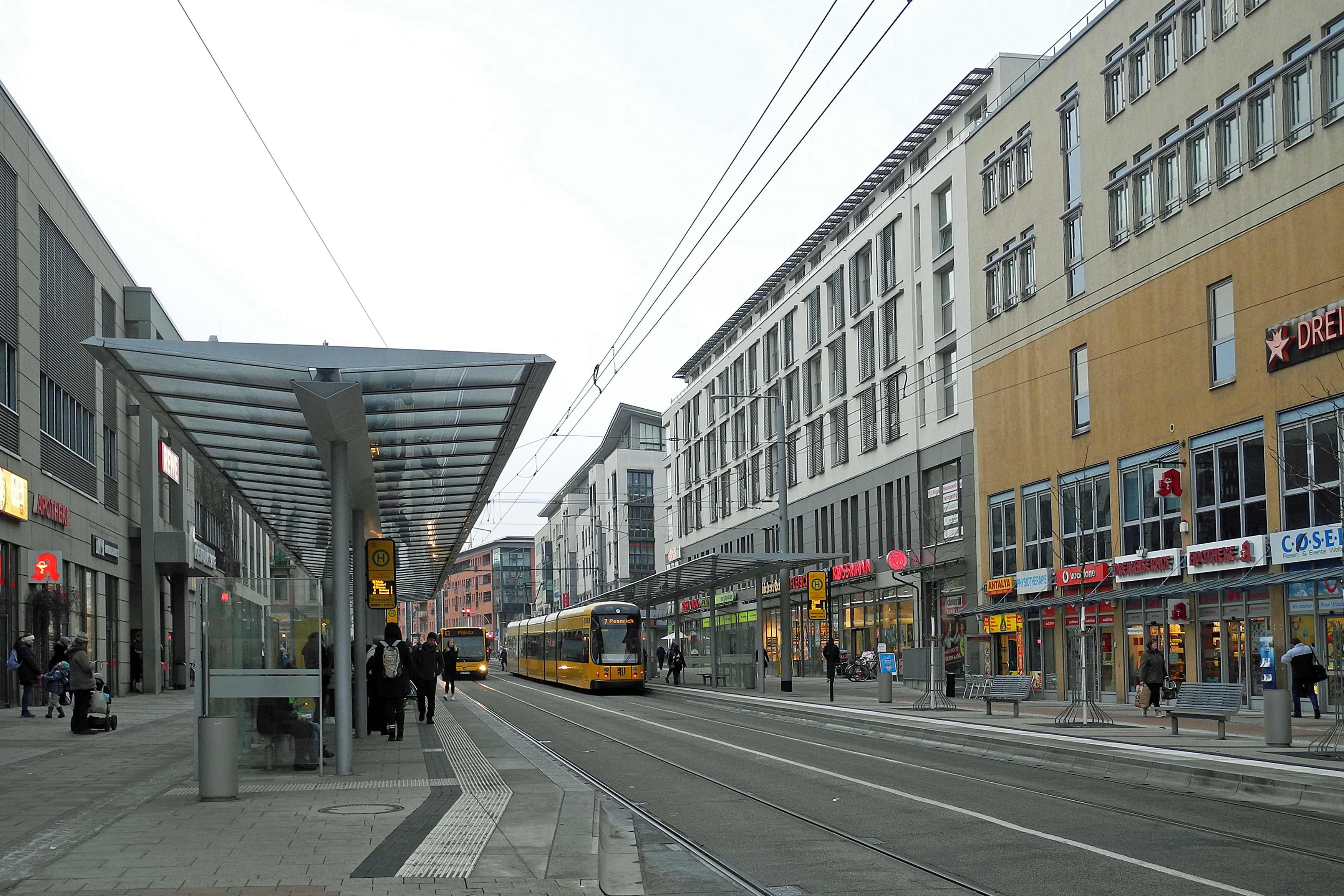
Zentralhaltestelle Tharandter Straße, 2020

Im Jahr 1881 wurde eine Pferdestraßenbahn eingerichtet, die den Ort Löbtau mit der Stadt Dresden verband und bis zum 1875 errichteten Neuen Annenfriedhof führte. Bis zum Straßenbahnhof Naußlitz (das heutige Kaufland an der Koblenzer Straße) wurde sie 1893 verlängert. Ab 1896 erfolgte deren Elektrifizierung. Im Jahr 1909 folgte die Einrichtung einer Verbindungsstrecke zwischen Löbtau und Cotta über die heutige Rudolf-Renner-Straße, auf der die Straßenbahnlinie 12 verkehrt. Die Straßenbahnlinien 6 und 7 führen bis Wölfnitz (unweit des ehemaligen Straßenbahnhofes Naußlitz) auf der „Kellei“. Die Linie 7 verläuft dann weiter über Gorbitz und Coventrystraße bis zur Altnossener Straße und ab da wieder parallel zur Kesselsdorfer Straße bis zur Gleisschleife in Pennrich. Bis dahin verkehrt die Stadtbuslinie 70 zwischen Gompitz und Julius-Vahlteich-Straße (Wölfnitz) auf der Kesselsdorfer Straße. Sie wird durch den Regionalbus 333 des Regionalverkehrs Sächsische Schweiz-Osterzgebirge (RVSOE) verstärkt, der von Dresden über Kesselsdorf, Wilsdruff und Mohorn nach Hetzdorf verkehrt.
Die Zentralhaltestelle Tharandter Straße auf Höhe der Einkaufszentren Löbtau-Passage und Drei-Kaiser-Hof an der Weißeritz wird neben den bereits genannten Straßenbahnlinien 6, 7 und 12 auch durch die Stadtbuslinien 61 (von und nach Weißig/Fernsehturm), 63 (von und nach Pillnitz) und 90 (zwischen Gompitz und Löbtau, Ebertplatz) der Dresdner Verkehrsbetriebe sowie durch die Linie 160 des Stadtverkehrs Freital und den Regionalbus der Linie 333  angefahren. Zur Erhöhung der Sicherheit für Passanten wurde die Zentralhaltestelle nach langwierigen Planungen und kontroversen Diskussionen über erwartete Auswirkungen in Löbtau in den Jahren 2018 und 2019 ausgebaut und dabei für den Automobilverkehr gesperrt. Der Weg für den motorisierten Individualverkehr führt seitdem hauptsächlich über die Wernerstraße.

## Bebauung
Bereits vor dem Zweiten Weltkrieg entwickelte sich die „Kellei“ mit zahlreichen Geschäften und Gaststätten zum Stadtteilzentrum der westlichen Dresdner Vororte. Vor allem der untere Teil der Straße in Löbtau hat sich bis in die Gegenwart seine Bedeutung als Einkaufszentrum bewahrt. In der zweiten Hälfte des 19. Jahrhunderts entstanden hier zahlreiche Wohn- und Geschäftshäuser, von denen viele während der Bombenangriffe 1945 zerstört wurden und deren Baulücken erst nach 1990 teilweise geschlossen werden konnten.
Das Chausseehaus diente der Erhebung des Chausseegeldes für die Benutzer dieser Straße. Es entstand 1811 nach Plänen Gottlob Friedrich Thormeyers (1775–1842) an der Ecke Kesselsdorfer/Tharandter Straße. Als erstes neu erbautes Warenhaus nach 1945 in Dresden entstand das Konsument-Warenhaus, das nach 1990 schloss und 1996 zugunsten eines Geschäftshauses abgerissen wurde. In den Jahren 1997/98 wurde der Gebäudekomplex Kesselsdorfer Passagen errichtet, der mehrere Läden und Restaurants beherbergt. Im Jahr 2000 wurden die Passagen in Drei-Kaiser-Hof, in Anlehnung an das früher auf der gegenüberliegenden Straßenseite befindliche Hotel und Restaurant, umbenannt. Das Einkaufszentrum Löbtau-Passage folgte 2008/09 auf ebendiesem Grundstück des früheren Dreikaiserhofes und einiger Nebengebäude.
Die ersten Mietshäuser auf Naußlitzer Flur abseits des Dorfkerns an der Kesselsdorfer Straße entstanden 1870. Das um 1910 errichtete Doppelhaus Kesselsdorfer Straße 82/Emil-Ueberall-Straße 43 an der Langen Straße sei hier beispielhaft genannt. Es hat zahlreiche Loggien, Balkone und moderne Schmuckelemente und wurde 1990 denkmalgerecht saniert. Im Jahr 1902 wurde der Straßenbahnhof Naußlitz errichtet. Das zu den wenigen Industriebauten im Jugendstil in Dresden gehörende Bauwerk steht unter Denkmalschutz und dient seit 2005 als Einkaufszentrum und Wohn- und Geschäftshaus.
Der Gasthof in Wölfnitz entstand mit dem Ausbau der Kesselsdorfer Straße zur Chaussee um 1810 und wurde 1816 erstmals urkundlich erwähnt. Hier kehrten vor allem Fuhrleute auf ihrem Weg nach Freiberg ein. Zur Durchführung verschiedener Veranstaltungen ließ der Gastwirt Friedrich August Köhler 1879 einen großen Saal anbauen, in dem 1945 ein als „Filmbühne Wölfnitz“ bezeichnetes Kino eingerichtet wurde. Der Kinosaal wurde 1985 durch einen Brand zerstört, der Gasthof verfiel und wurde drei Jahre später abgebrochen. Heute befindet sich an seiner Stelle ein Supermarkt. Zu den wenigen Villenbauten an der Kesselsdorfer Straße gehört das Gebäude Nr. 116. Es wurde 1912 für einen Dresdner Fabrikanten errichtet.
Die Gorbitzer Flur blieb bis 1980 weitgehend unbebaut. Erste Pläne zur Errichtung eines großen Wohnviertels zwischen Löbtau und der heutigen Julius-Vahlteich-Straße kamen wegen des Beginns des Ersten Weltkrieges nicht zur Ausführung. Die Flächen des früheren Kammergutes wurden bis in die 1970er-Jahre landwirtschaftlich genutzt. Mit Beschluss zum Aufbau eines großen Neubaugebietes am Gorbitzer Hang wurde das Areal bis an die Stadtgrenze in Gompitz bis 1990 fast komplett mit Wohnblocks bebaut. In den letzten Jahren folgten moderne Einkaufsmärkte und Gewerbebetriebe. Einige historische Bauerngüter von Nieder- und Obergorbitz sind an der südlichen Straßenseite erhalten und wurden teilweise saniert.
In einer alten Stadtvilla auf der Kesselsdorfer Straße 208 befand sich von 1955 bis zur Abwicklung im Jahr 1992 das DEFA-Studio für Trickfilme.
Auf Gompitzer Flur befindet sich unter anderem der Ende des 19. Jahrhunderts erbaute Gasthof Gompitz, der heute als Schnitzel-Spezialitätenrestaurant „Schnizz“ genutzt wird. Die Wohnhäuser Kesselsdorfer Straße 306 bis 310 sowie die Nummern 271, 275 und 277 wurden 2007 mit dem Ausbau der Straße zum Autobahnzubringer abgerissen. Parallel zur Straße verkehrt seit November 2008 die Straßenbahn (Linie 7) bis zur Gleisschleife in Pennrich.

### Folgen von Krieg und Nachkriegszeit für die Kesselsdorfer Straße

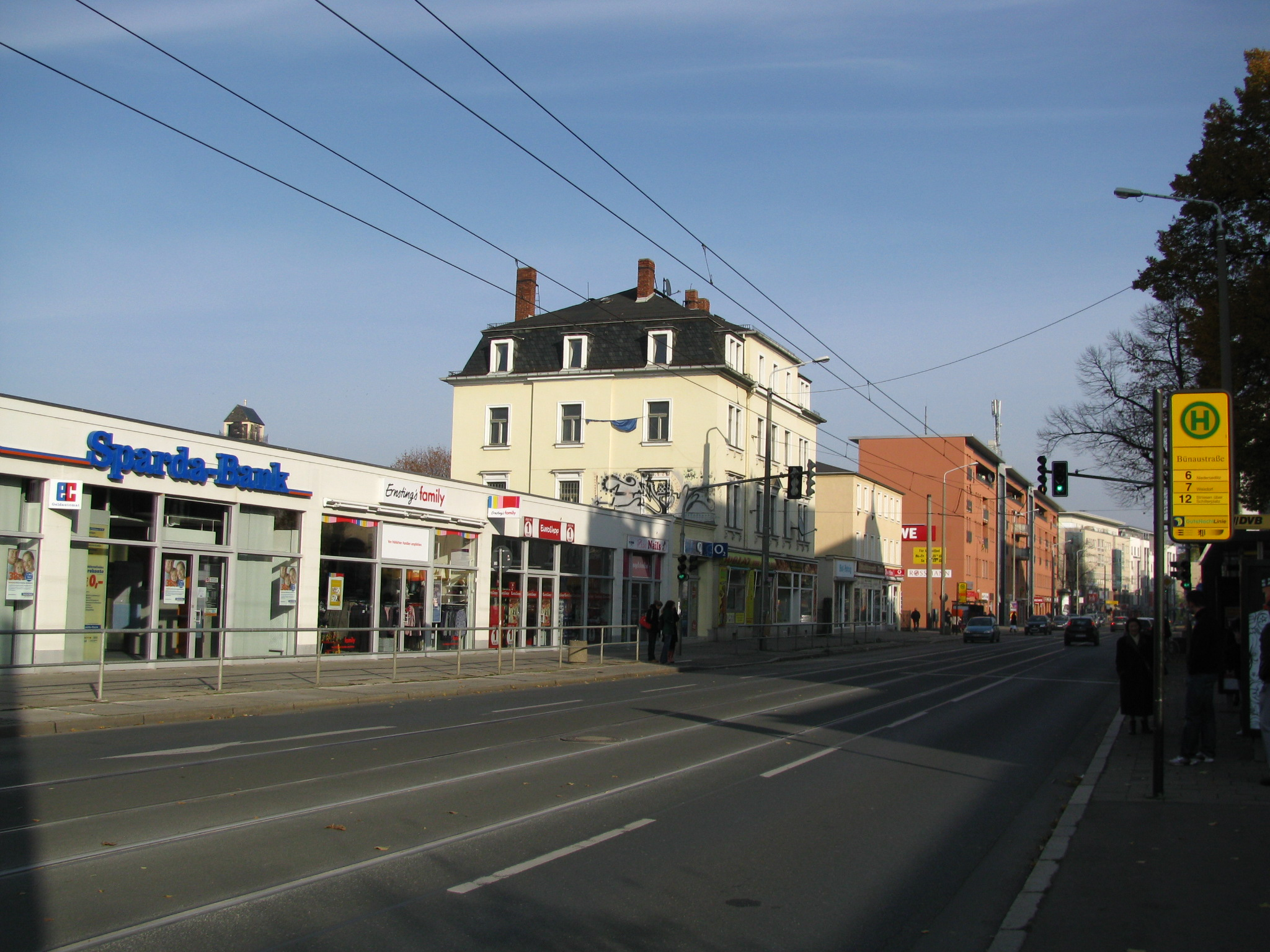
Neubauten an der unteren Kesselsdorfer Straße (Höhe Bünaustraße)

Den Luftangriffen auf Dresden fielen besonders im unteren Teil der Straße Gebäude zum Opfer, Wohngebäude und Industrieanlagen wurden zerstört oder stark beschädigt. Vor allem die Kreuzung Kesselsdorfer/Tharandter Straße war betroffen. Der Drei-Kaiser-Hof wurde schwer beschädigt und 1950 abgerissen. Die Musenhalle an der Poststraße, die seit Herbst 1929 mit den Lichtspielen Musenhalle eines der modernsten Dresdner Filmtheater beherbergte, fiel dem Luftangriff am 17. April 1945 zum Opfer. Teile des Gestühls und die wertvollen Vorführapparate wurden gerettet und in die Filmbühne Wölfnitz verbracht.
Trotz schwerer Schäden entwickelte sich die Kesselsdorfer Straße zum wichtigsten Geschäftszentrum im Westen der Stadt Dresden und übernahm zeitweise Ersatzfunktionen für die am 13./14. Februar 1945 zerstörten Geschäfte der Innenstadt. Dennoch wurden manche Bereiche nicht wieder aufgebaut, so dass die um 1900 entstandene Bausubstanz in zunehmendem Maße verfiel, was schließlich zum Abriss von Gebäuden an der Kesselsdorfer Straße führte.

### Nach 1990

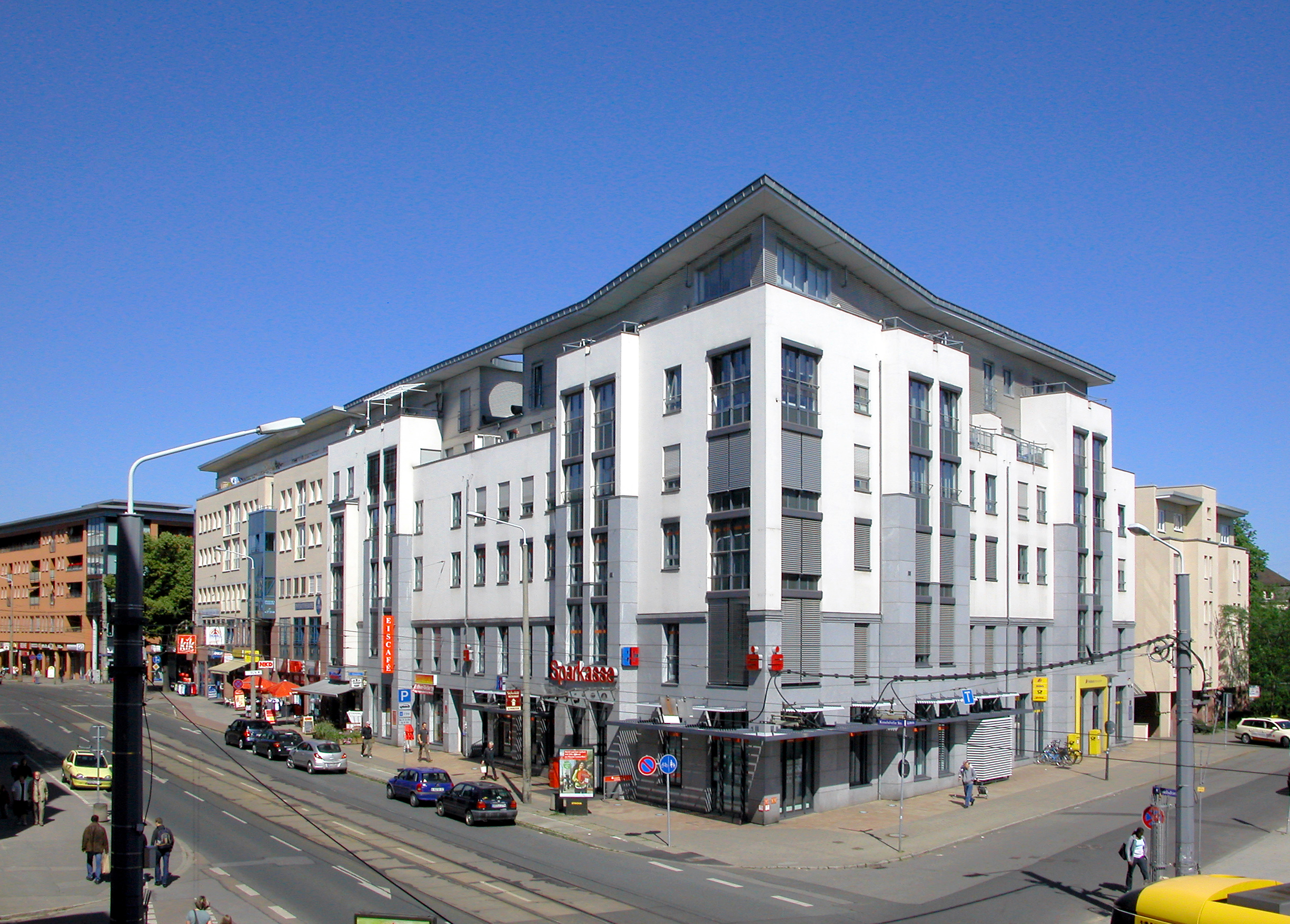
Kesselsdorfer Str. 12–16

Erst mit der Wiedervereinigung Deutschlands im Jahr 1990 begann die schrittweise ausgeführte Rekonstruktion vieler Wohnhäuser und einige Baulücken wurden mit Neubauten geschlossen. Die „Kellei“ soll zu einem Einkaufs- und Geschäftszentrum entwickelt werden, was aber die Lösung der damit verbundenen Verkehrsprobleme voraussetzt.

## Umgebung

### Löbtau

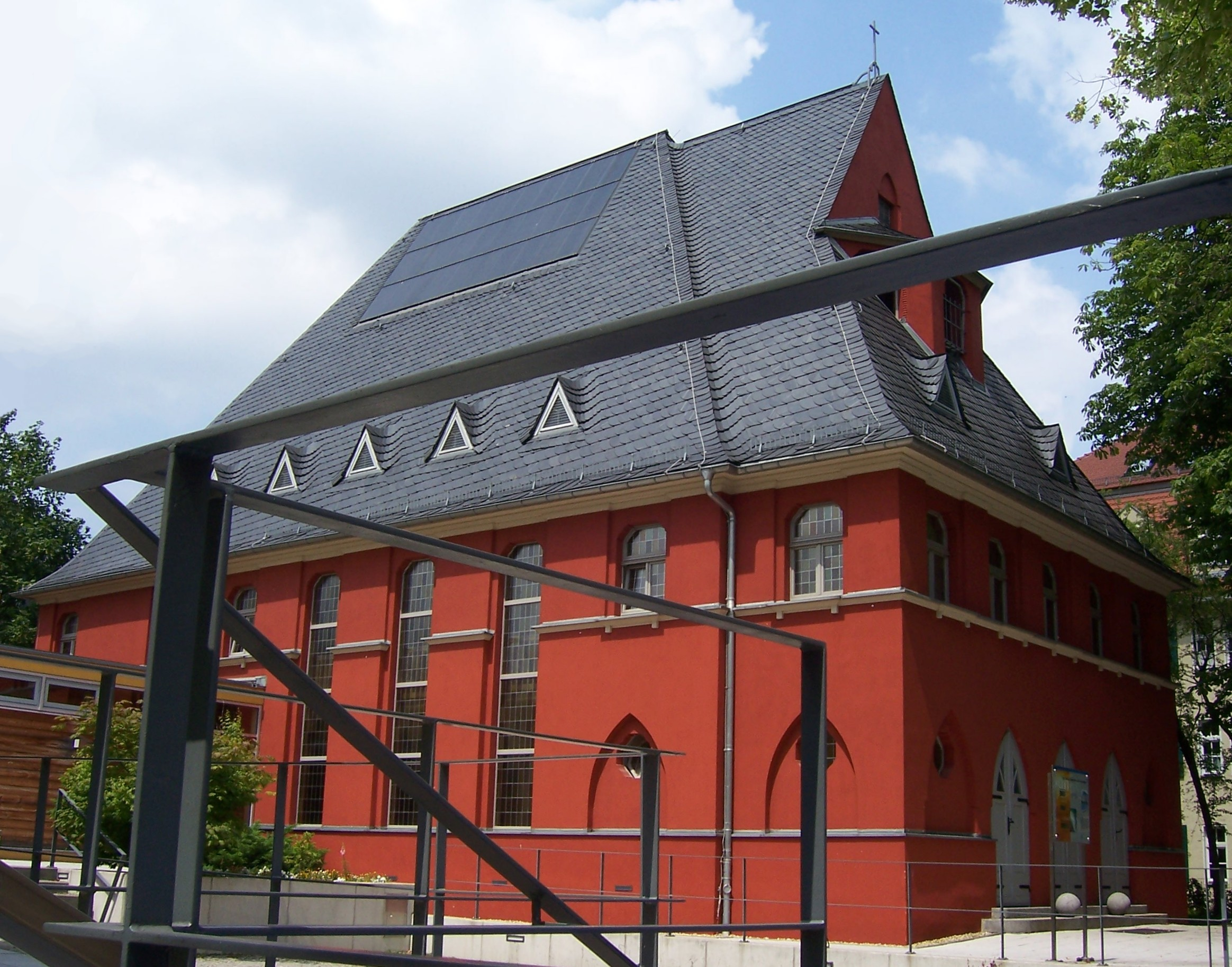
Katholische Kirche Sankt Antonius an der Bünaustraße

Der 1875 an der Kesselsdorfer Straße errichtete Neue Annenfriedhof gilt als erster Friedhof Dresdens, auf dem gartenkünstlerische ästhetische Interessen in großem Umfang umgesetzt wurden. Hunderte Linden, Ahornbäume und Ulmen dienten der Einfriedung des Geländes. Die monumentale Eingangsgestaltung orientiert sich an der italienischen Camposanto-Architektur. In einem Massengrab im südlichen Teil des Friedhofes wurden im April 1945 rund 600 Opfer der Bombardierung Dresdens beerdigt.
Die 1890 errichtete Löbtauer Friedenskirche brannte beim Bombenangriff auf Dresden am 14. Februar 1945 völlig aus. In deren erhaltenen Umfassungsmauern wurde eine hölzerne Notkirche errichtet, die 1949 geweiht wurde. Weitere Kirchen in der Umgebung der „Kellei“ sind die katholische Kirche St. Antonius aus dem Jahr 1923 und die erst 1936 geweihte Hoffnungskirche.

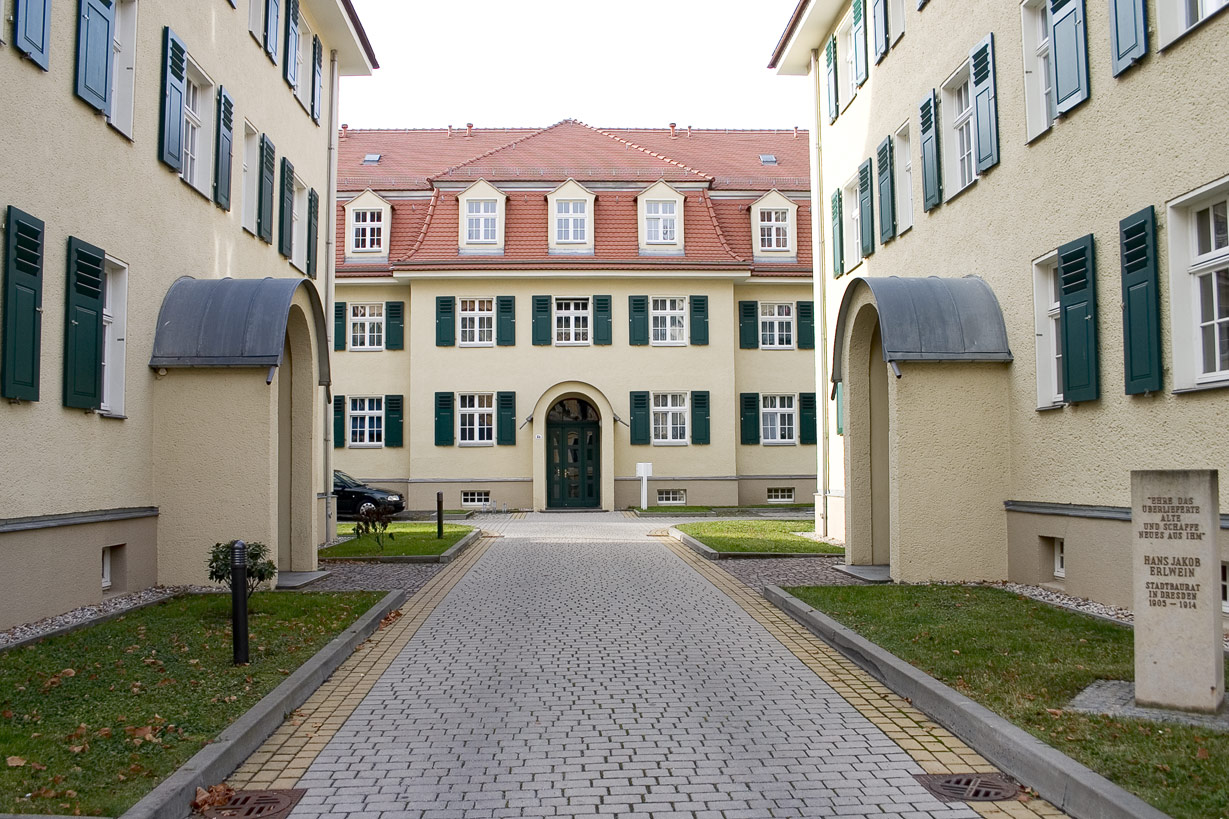
Wohnanlage an der Bünaustraße 4b bis 8b mit Stele für Hans Erlwein

An der Bünaustraße (Nummern 4b bis 8b) errichtete der Stadtbaurat Hans Erlwein eine Wohnanlage für Beamte der Städtischen Straßenbahn. Eine Stele am Eingang trägt die Inschrift:
»Ehre das überlieferte Alte und schaffe Neues aus Ihm.«
Hans Jakob Erlwein
Stadtbaurat in Dresden 1905–1914.
Ebenfalls von Hans Erlwein stammen die Entwürfe zur denkmalgeschützten Wohnanlage an der Klingestraße 14–22.
Im 1905/06 auf der Gröbelstraße errichteten Mustersaal der früheren Leuchtenfabrik Seifert fand 1906 die erste öffentliche Ausstellung der expressionistischen Künstlergruppe Brücke statt. Wenige Schritte davon entfernt hatte Otto Dix sein Atelier.

### Entlang der Weißeritz
Ein aktuelles Stadtentwicklungsprojekt ist der stadtteilübergreifende Grünzug Weißeritz. Im Teilraum Nord zwischen Bauhofstraße und Kesselsdorfer Straße bereits am 29. März 2008 eröffnet, soll er den Landschaftsraum des Plauenschen Grunds mit „Zeugnissen wertvoller Industriekultur“ verknüpfen. Öffentliche Grün- und Freiflächen werden durch einen bis in die Innenstadt (Haltepunkt Freiberger Straße, WTC) reichenden Fuß- und Radweg verbunden.